# Праисторија на тлу Србије
Праисторија на тлу Србије обухвата период историје Србије од појаве првих људи на њеном тлу, чији се најстарији трагови датирају у средњи плеистоцен, до доласка Римљана крајем 3. века п. н. е.

## Камено доба
Најстарији до сада познати трагови прачовека на територији Србије укључују фосилну људску вилицу (БХ-1, Баланица хоминин 1) откривену у пећини Мала Баланица у Сићевачкој клисури. Уз помоћ три технике датовања утврђено је да је овај фосил стар најмање 397.000 година, а вероватно и преко 525.000 година, што га сврстава међу најстарије европске фосиле средњоплеистоценских хоминида.

### Палеолит
Најстарији трагови људског присуства и активности, који припадају палеолиту, датирају у време последњег глацијала, око 40.000. године п. н. е. (за Homo sapiens, док су налази Homo heidelbergensis или сродних врста знатно старији, као што је случај са Малом Баланицом). Ово су остаци примитивних људских заједница које су бројале од 10 до 15 чланова, живеле у пећинама или на отвореном, израђивале оруђа и оружја од камена и костију и бавиле се ловом и сакупљањем плодова. У првој фази су ловили крупне биљоједе (џиновске јелене, дивље коње и говеда), да би са променом климе ловили и мамуте, носороге, пећинске лавове и хијене. Нова промена климе и захлађење које је настало око 25.000. године п. н. е. (вирмска глацијација) довели су до промена у начину живота. Најзначајнији локалитети из овог периода су пећине код села Градац (испод Јерининог брда недалеко од Крагујевца) и Рисовача на Венчацу код Аранђеловца. Остаци неандерталаца пронађени су у Рисовачи, док су трагови мамута откривени и у Београду, испод данашње палате Албанија.

### Мезолит

#### Култура Лепенског вира
Крајем леденог доба, током холоцена, велике промене климе, флоре и фауне довеле су до стварања људских заједница које ће формирати једну од најкомплекснијих праисторијских култура – културу Лепенског вира. Археолошким истраживањима је утврђен континуитет људских станишта на 14 локација (Лепенски вир, Власац, Падина, Хајдучка воденица, Икона, Кладовска скела и друге) крај Дунава у Ђердапу. Ова станишта су постојала од око 11.000. до око 5.000. године п. н. е., а сам период културе Лепенског вира траје од око 7000. до 5500. године п. н. е. Карактеришу је насеобине грађене по утврђеном обрасцу, са сахрањивањем унутар њих, и специфичне куће трапезасте основе са каменим огњиштима и подовима од црвенкастог кречњачког малтера. Уметност је обележена монументалним каменим скулптурама риболикних људи, риба и јелена. Основна занимања била су сакупљање плодова, лов и риболов. Сматра се да је у последњој фази дошло до почетака узгоја биљака и припитомљавања животиња, што представља прелаз ка неолиту.

### Неолит

#### Старчевачка култура
Топлија клима довела је до стварања нове културе у Подунављу, која се по локалитету Старчево-Град код Панчева, назива Старчевачком културом. Простирала се на широком простору од Босне до Северне Македоније током шестог и петог миленијума п. н. е. Носиоци ове културе били су први земљорадници и сточари на овим просторима. Насеља су била отвореног типа, са полуземуницама и надземним кућама од плетера и лепа. Керамика је била груба или финија, сликана једноставним геометријским мотивима. Пронађени су остаци јечма и пшенице, као и кости домаћих животиња. Бавили су се и ловом и риболовом. Скулптуре су ретке и углавном представљају женске фигуре са наглашеним атрибутима плодности.

#### Винчанска култура
Старчевачку културу заменила је у средњем и позном неолиту Винчанска култура (око 5700–4500. п.н.е.), названа по локалитету Винча - Бело Брдо код Београда. Представља технолошки једну од најнапреднијих праисторијских култура света. Насеља су била велика, дуготрајна, са кућама поређаним у редове. Поред земљорадње и сточарства, развијени су били грнчарство (тамна, полирана керамика, често са урезаним орнаментима), израда алатки и фигурина (антропоморфне и зооморфне). Посебну одлику представљају винчански знаци, о чијој се функцији још увек расправља. Локалитети попут Плочника и Беловода сведоче о најранијој металургији бакра у Европи.

## Бронзано доба
Културе бронзаног доба почињу да се јављају на тлу Србије око 1900. године п. н. е., на подручју Баната (мориншко-мокринска група), Срема (винковачка), северозападне Србије (Белотић-Бела Црква група) и јужног Поморавља (Бубањ-Хум III-Слатина). Мирни живот ових заједница поремећен је око 1425. п. н. е. продором културе гробних хумки са севера, која доноси бронзано оружје (мачеви, секире, бодежи). Ово доводи до покретања становништва. Касније, између 1200. и 1000. године п. н. е., на ширем простору Балкана формирају се културе које деле сличне карактеристике у насељима, керамици и начину сахрањивања.

## Гвоздено доба
Крајем другог и почетком првог миленијума п.н.е. започиње гвоздено доба и формирање првих етничких заједница на Балканском полуострву (Дарданци, Трибали, Илири и Трачани).[ Овај период обележен је и доласком Трако-Кимераца (око 725. п. н. е.), а касније, у млађем гвозденом добу, и Келта. Келти (посебно племе Скордиска) су се 335. п. н. е. састали са Александром Македонским на Дунаву, а након његове смрти продиру на Балкан. Након пораза код Делфа (279. п. н. е.), повлаче се и са деловима покорених племена формирају моћан племенски савез Скордиска, који на тлу данашње Карабурме подиже свој град Сингидунум, претечу Београда.